# Козиці (Нижньосілезьке воєводство)
Козиці (пол. Kozice) — село в Польщі, у гміні Кротошиці Легницького повіту Нижньосілезького воєводства.
Населення — 98 осіб (2011).
У 1975-1998 роках село належало до Легницького воєводства.

## Демографія
Демографічна структура станом на 31 березня 2011 року:
|          | Загалом | Допрацездатний вік | Працездатний вік | Постпрацездатний вік |
| -------- | ------- | ------------------ | ---------------- | -------------------- |
| Чоловіки | 48      | 13                 | 34               | 1                    |
| Жінки    | 50      | 11                 | 31               | 8                    |
| Разом    | 98      | 24                 | 65               | 9                    |